# Kaarel Robert Pusta

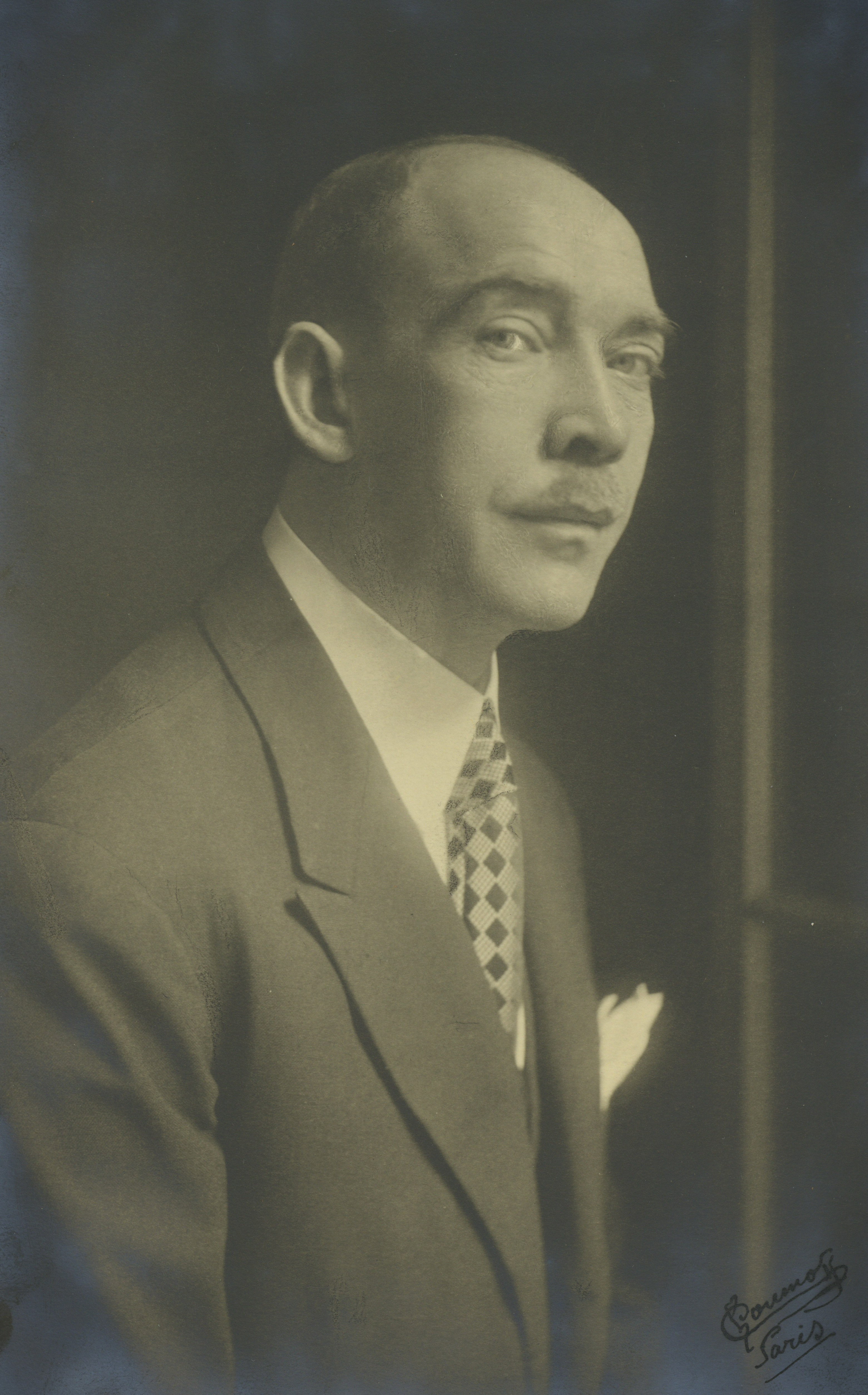
Kaarel Robert Pusta (1931)

Kaarel Robert Pusta (ur. 1 marca 1883 w Narwie, zm. 4 maja 1964 w Madrycie) – estoński dyplomata, reprezentant kraju we Francji (1923–1932) i Polsce (1932–1934).

## Życiorys
W 1920 został odznaczony estońskim Krzyżem Wolności I klasy. W 1921 został posłem we Francji i Włoszech. W Paryżu posłował do 1932, w Rzymie tylko dwa lata, po czym objął placówkę w Brukseli (1923–1932). Jednocześnie był posłem w Madrycie (1928–1932). Od 1932 do 1934 reprezentant Estonii w Polsce, Czechosłowacji i Rumunii (z siedzibą w Warszawie), a od 1935 do 1940 w państwach skandynawskich.
Listy uwierzytelniające złożył prezydentowi Mościckiemu 12 października 1932.